# Lothar Meyer (Fußballspieler)
Lothar Meyer (* 1. August 1934; † September 2002 in Berlin) war ein deutscher Fußballspieler. In der höchsten Spielklasse des DDR-Fußballs, der Oberliga, spielte er für den ASK Vorwärts Berlin und den BFC Dynamo.

## Sportliche Laufbahn
Unmittelbar nach Ende des Zweiten Weltkrieges begann Meyer 1946 bei der Berliner Sportgemeinschaft Baumschulenweg Fußball organisiert zu spielen. Im Alter von 20 Jahren kam er 1953 zur Betriebssportgemeinschaft (BSG) Motor Oberschöneweide, die gerade aus der Oberliga, der Eliteliga des ostdeutschen Fußballs, abgestiegen war. Beim Union-Vorgänger spielte er sich als Stürmer so sehr in den Vordergrund, dass er am 9. Mai 1954 in der Begegnung DDR – Rumänien (0:1 in Berlin) zu seinem ersten Länderspieleinsatz kam. Er war zu diesem Zeitpunkt auch der einzige Nationalspieler, der im Sommer 1954 zur neu formierten Fußballsektion des SC DHfK Leipzig abgestellt werden musste. Nachdem die Fußballmannschaften des SC DHfK bereits nach sechs Monaten wegen Erfolglosigkeit wieder aufgelöst wurden, wurde Meyer im Januar 1955 dem in der Oberliga spielenden Armeesportklub (ASK) Vorwärts Berlin zugeteilt. Hier absolvierte er bis zum November 1961 138 Oberligaspiele, in denen er 51 Tore schoss. Hinzu kamen fünf Spiele in Europapokalwettbewerben. Mit dem ASK wurde Meyer dreimal DDR-Fußballmeister (1958, 1960 und 1962). In dieser Zeit kam er zu 15 weiteren Länderspieleinsätzen, als Nationalspieler erzielte er insgesamt zwei Tore. Außerdem bestritt er 1954 und 1956 zwei Nachwuchsländerspiele und absolvierte zwischen 1954 und 1958 vier B-Länderspiele.
Während seiner ASK-Jahre brachte es Meyer bis zum Hauptmann in der Nationalen Volksarmee, war Mitglied der SED und trat in der Öffentlichkeit mit systemtreuer Propaganda auf. Er wurde Anfang November 1961 verhaftet und anschließend wegen einer Sexualstraftat zu eineinhalb Jahren Zwangsarbeit verurteilt, die er in einer Kupfermine bei Eisleben ableistete. Er wurde in der Armee degradiert und beim ASK ausgeschlossen.
Unüblich für einen verurteilten Straftäter konnte Meyer nach seiner Haftentlassung wieder Leistungssport betreiben. Er schloss sich 1963 zunächst der drittklassigen BSG Motor Köpenick an, mit der im gleichen Jahr den Aufstieg in die DDR-Liga schaffte. Die Mannschaft stieg jedoch nach einem Jahr wieder ab. Meyer hingegen trat am 30. August 1964, dem 3. Oberligaspieltag der Saison 1964/65 für den SC Dynamo Berlin, dessen Träger das Ministerium für Staatssicherheit war, an. Hier brachte er es noch einmal auf 27 Oberligaeinsätze, sodass er insgesamt auf 165 Spiele mit 57 Toren (sechs für Dynamo) in der höchsten DDR-Spielklasse kam. Nachdem er ab 1966 noch zwei Jahre in der Reservemannschaft des BFC gespielt hatte, beendete er 1968 seine fußballerische Laufbahn.

## Weiterer Werdegang
Der ehemalige Nationalspieler starb mit 68 Jahren in einem Weißenseer Krankenhaus.